# خفاش انگشت‌دراز کمینه
خفاش انگشت‌دراز کمینه (نام علمی: Miniopterus minor) نام یک گونه از سرده خفاش‌های بال‌خمیده است.